# Taburete (volcà)
Taburete és un estratovolcà que es troba al centre d'El Salvador, que s'eleva fins als 1.172 msnm per sobre de la plana costanera, a l'est del riu Lempa, entre els volcans de San Vicente i de San Miguel, i just a l'oest del volcà Usulutan. Està coronat per un cràter ben conservat de 150 a 300 metres de profunditat, amb el cim veritable al costat sud del cràter. Es desconeix quan va tenir lloc l'erupció més recent.